# Strunjanské soliny
Soliny Strunjan nebo též Strunjanské soliny (slovinsky Strunjanske soline) se nacházejí na jaderském pobřeží Slovinska ve Strunjanském zálivu. Jsou součástí chráněné krajinné oblasti Strunjan (slovinsky Krajinski park Strunjan). Jedná se o nejsevernější soliny ve Středomoří.

## Historie
Předpokládá se, že již v dobách starověkého Říma se na Istrii získávala sůl odpařováním mořské vody. Sůl byla strategicky důležitá, byl to nejdůležitější konzervant. První písemná zmínka o Strunjanských solinách pochází z roku 804, kdy se u vesnice Rižana sešel historický Rižanský sněm, ze kterého se dochoval zápis. Z roku 1274 je znám Piranský status, ve kterém byly Strunjanské soliny poprvé zapsány, a byly zde právně určeny výrobní, prodejní a cenové podmínky. V období 15. až 17. století byly Strunjanské soliny spolu se Sečoveljskými nejdůležitějšími solnými pánvemi Benátské republiky. Obě tyto solné pánve ukončily činnost v roce 1967.

## Těžba soli
Podstatou fungování solného pole je využití přílivu a odlivu. Při přílivu mořské vody se sůl uvolňuje do bazénů a při odlivu vody zpět do moře sůl zůstává na speciální podlaze bazénů, odkud je poté sbírána.
Ve Strunjanských solinách se pracovalo tzv. rodinnou metodou, která byla vyvinuta již ve středověku. Byla pro ni charakteristická nejen účast samotného solináře, ale i rodinných příslušníků. Pobyt rodiny na místě po celé léto byl základem, solinář a jeho rodina se starali o celkový proces těžení soli v jednotlivých bazénech. Proces zahrnoval získávání mořské vody do odpařovácích bazénů, řízení propustí vody do krystalizačních bazénu a následně sběr soli a její ukládání v solinářském domě. Solináři museli mít dobré znalosti o přírodě, umět monitorovat stav počasí a podle toho řídit práce. Nemalou důležitost měl i přenos znalostí z generace na generaci.

## Pracovní sezona
Pracovníky Strunjanských solin bývali obyvatelé Piranu nebo okolních menších vsí. Pracovní sezona začínala v den sv. Juraje (sv. Jiří) 23. dubna, kdy se solináři s rodinami přestěhovali do solin. Zde rodiny zůstávaly do konce prací, většinou do svátku sv. Jerneje (sv. Bartoloměj) 24. srpna. V ten den byla sezona zakončena v kostele mší svatou, která byla každoročním poděkováním za dobrý výtěžek soli. Po mši svaté se rodiny solinářů vracely do svých domovů. Ve zbývajících měsících chladné poloviny roku se prováděla údržba, obnova a přípravné práce.

## Architektura
Na území solin se zachovaly tři solinářské domky, které byly vyhlášeny jako chráněné památky. Dva z domků byly postaveny na počátku 20. století. Třetí domek pochází ze 17. nebo 18. století a je příkladem typické architektury v solných pánvích, kde přízemí domku sloužilo pro uskladnění soli a patro obýval solinář s rodinou.

## Současný stav
Ve třetím tisíciletí obě solné pánve opět zahájily výrobu. Důvody byly nejen etnografické a turistické, ale především začal být kladen větší důraz na ochranu přírody. Je zde vytvořen unikátní solný ekosystém, ve kterém se daří vzácným rostlinám i živočichům.
V současné době je nejrozšířenější způsob těžby mořské soli tzv. stonskou metodou. Tato technologie předpokládá předpřípravu roztoku soli. V důsledku toho, že je již připraven „zahuštěný“ roztok soli, nejsou již nutné odpařovací bazény, ale pouze krystalizační nádrže. Mořská voda ve vyšší oblasti plní při přílivu odpařovací bazény, kde se průtok vody reguluje ručně pomocí dřevěných bran. Před přečerpáváním koncentrovaného roztoku soli k dalšímu použití v krystalizační nádrži se musí odpařit 90 % původní mořské vody. Přírodní odpařování nasyceného roztoku vede ke krystalizaci přírodní mořské soli, která je pak sbírána tradičními dřevěnými nástroji a manuálně shromažďována do tvaru pyramidek. Sůl je pak ručně nakládána na vozy a dopravována do skladů.

## Fotogalerie

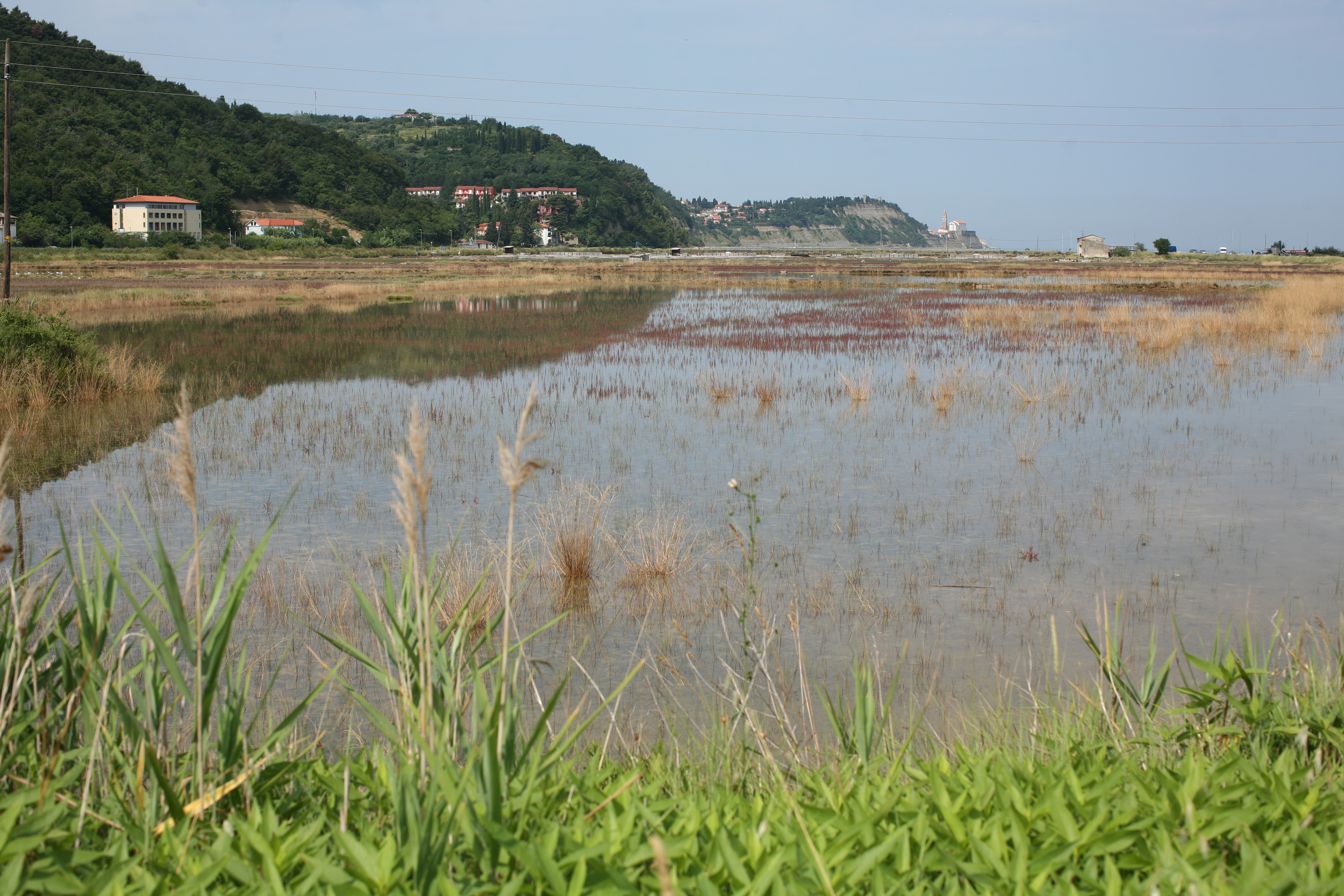
Pohled z rezervace, v pozadí Piran, červenec 2009
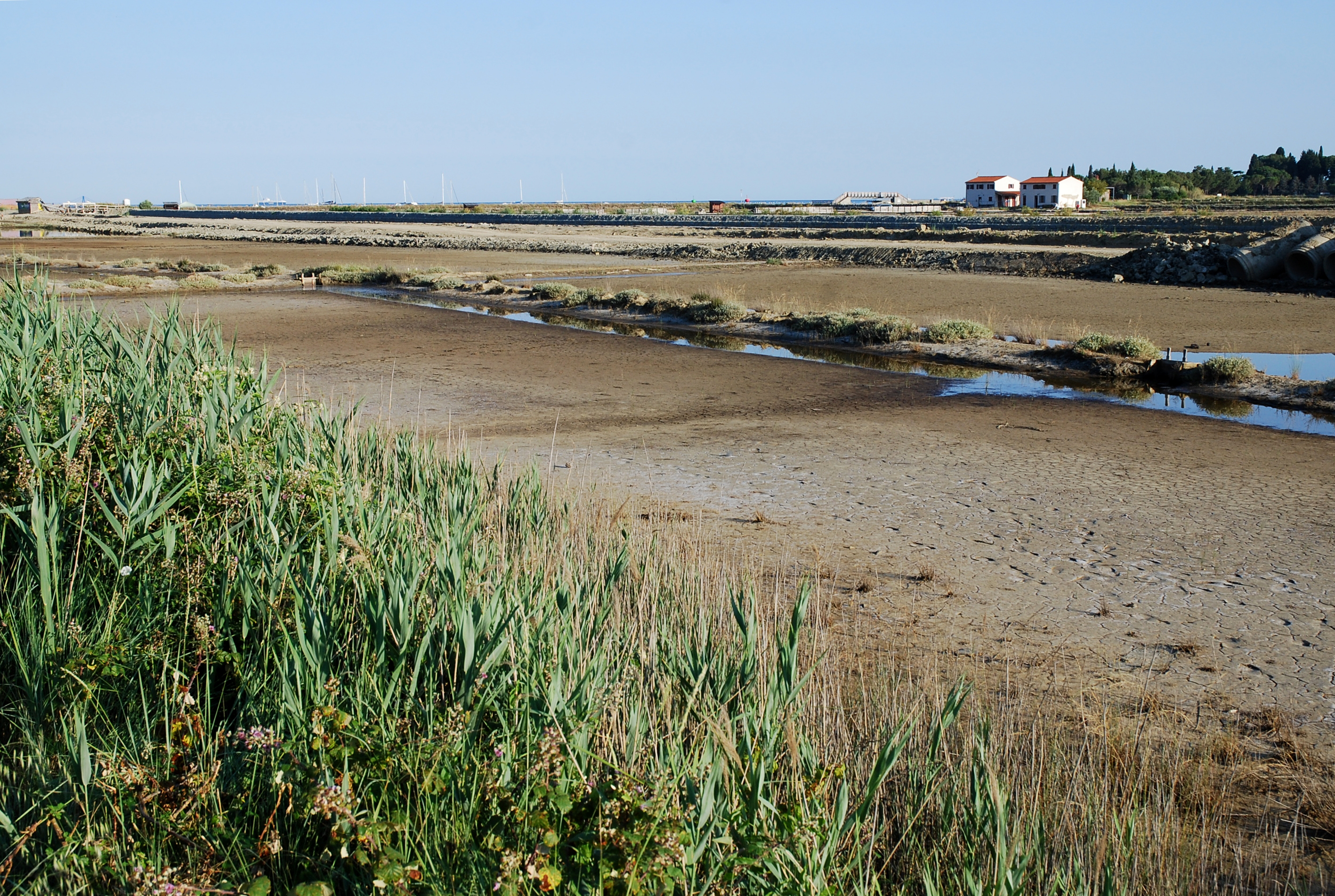
Pohled od západu, červen 2017
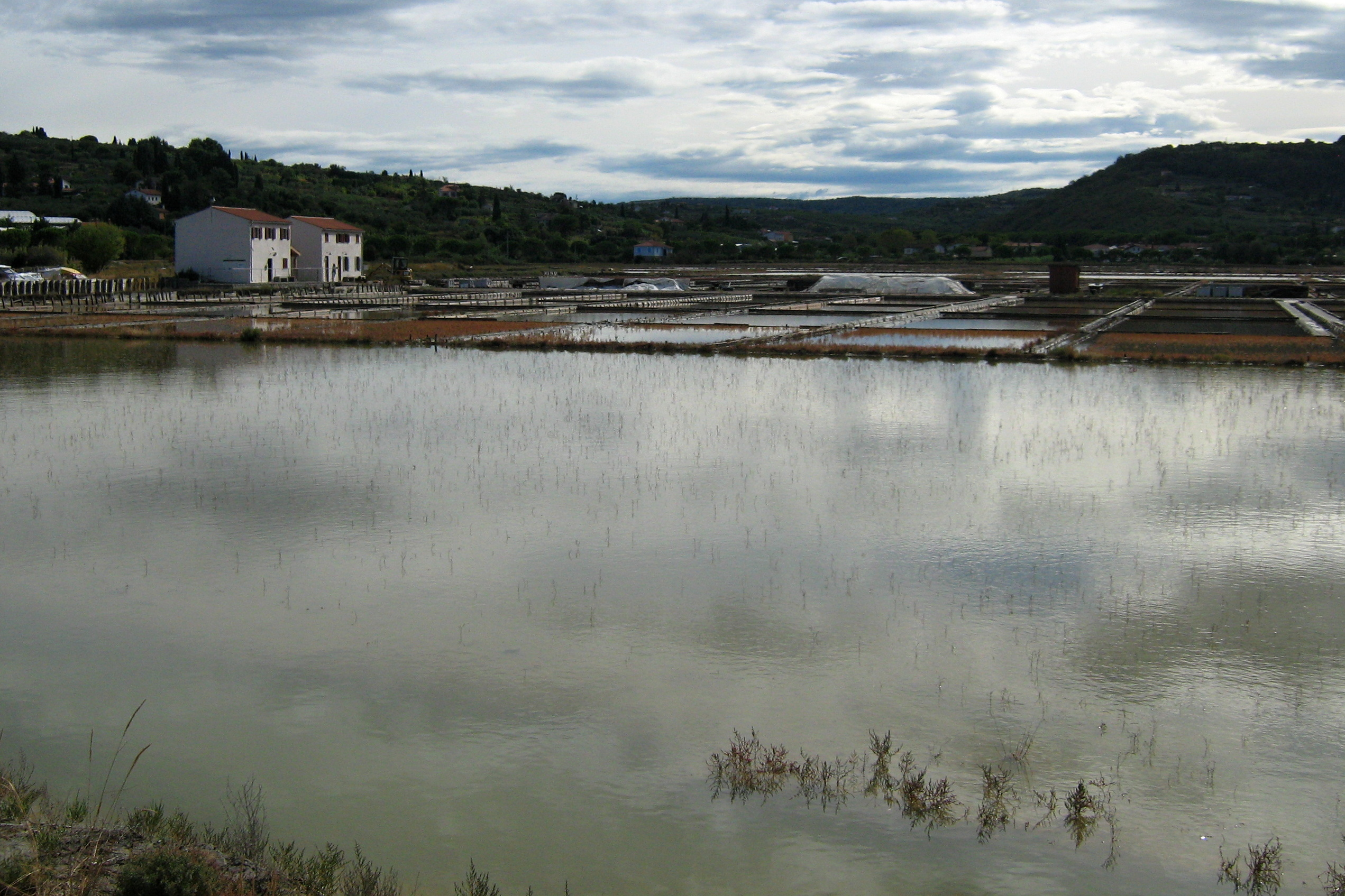
Odpařovací bazény, září 2016
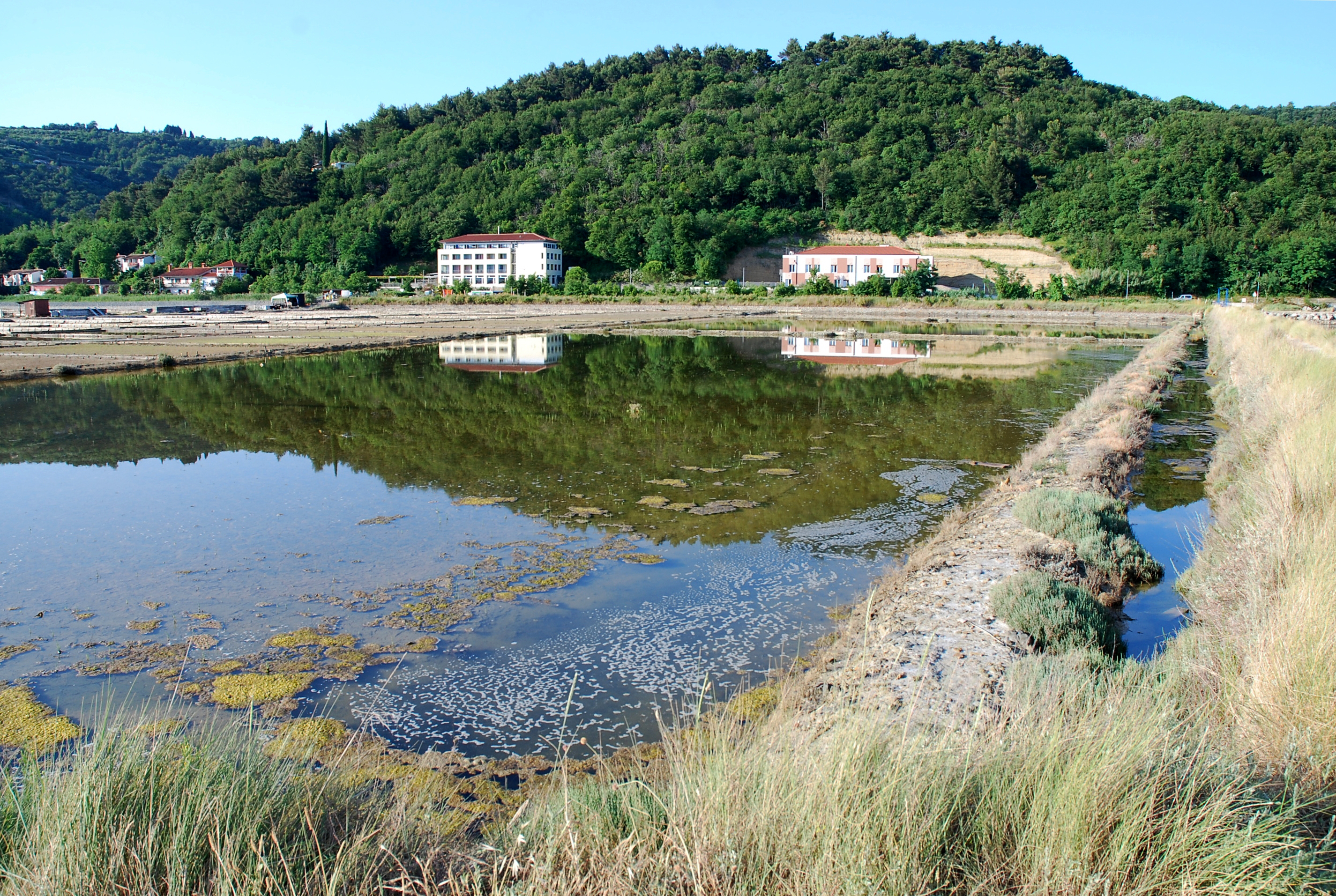
Pohled od severu, červen 2017
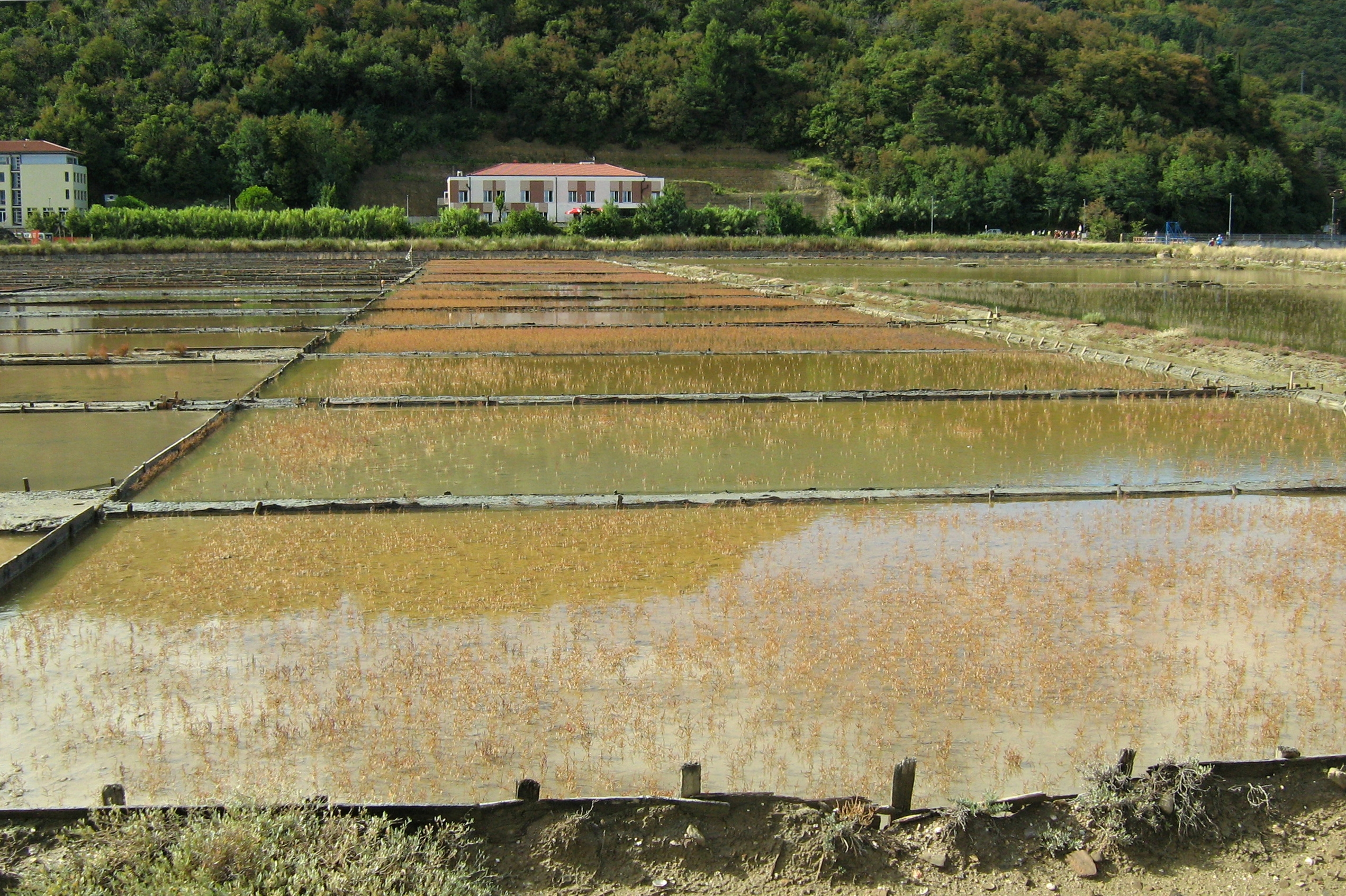
Odpařovací bazény, září 2016
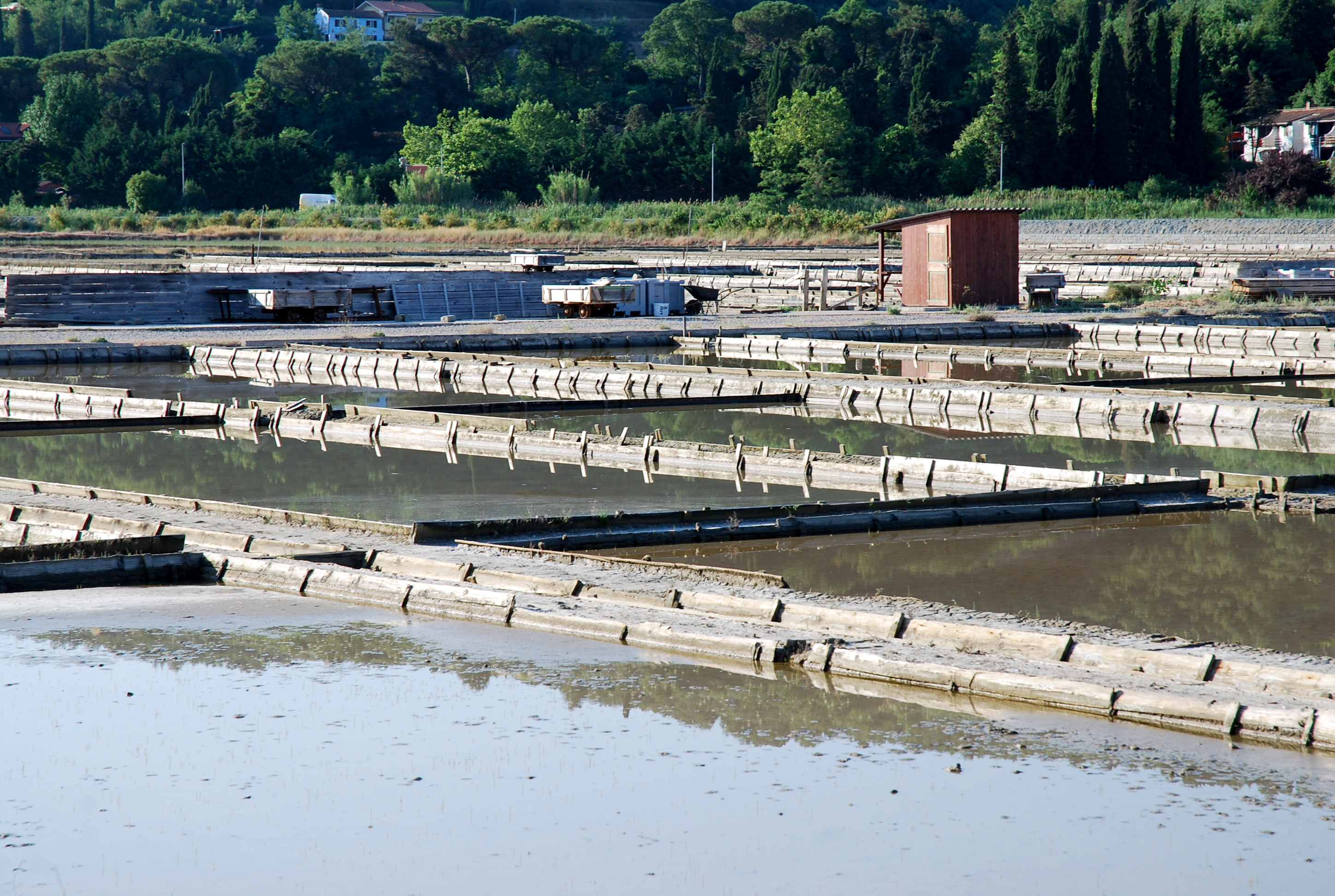
Odpařovací bazény, červen 2017
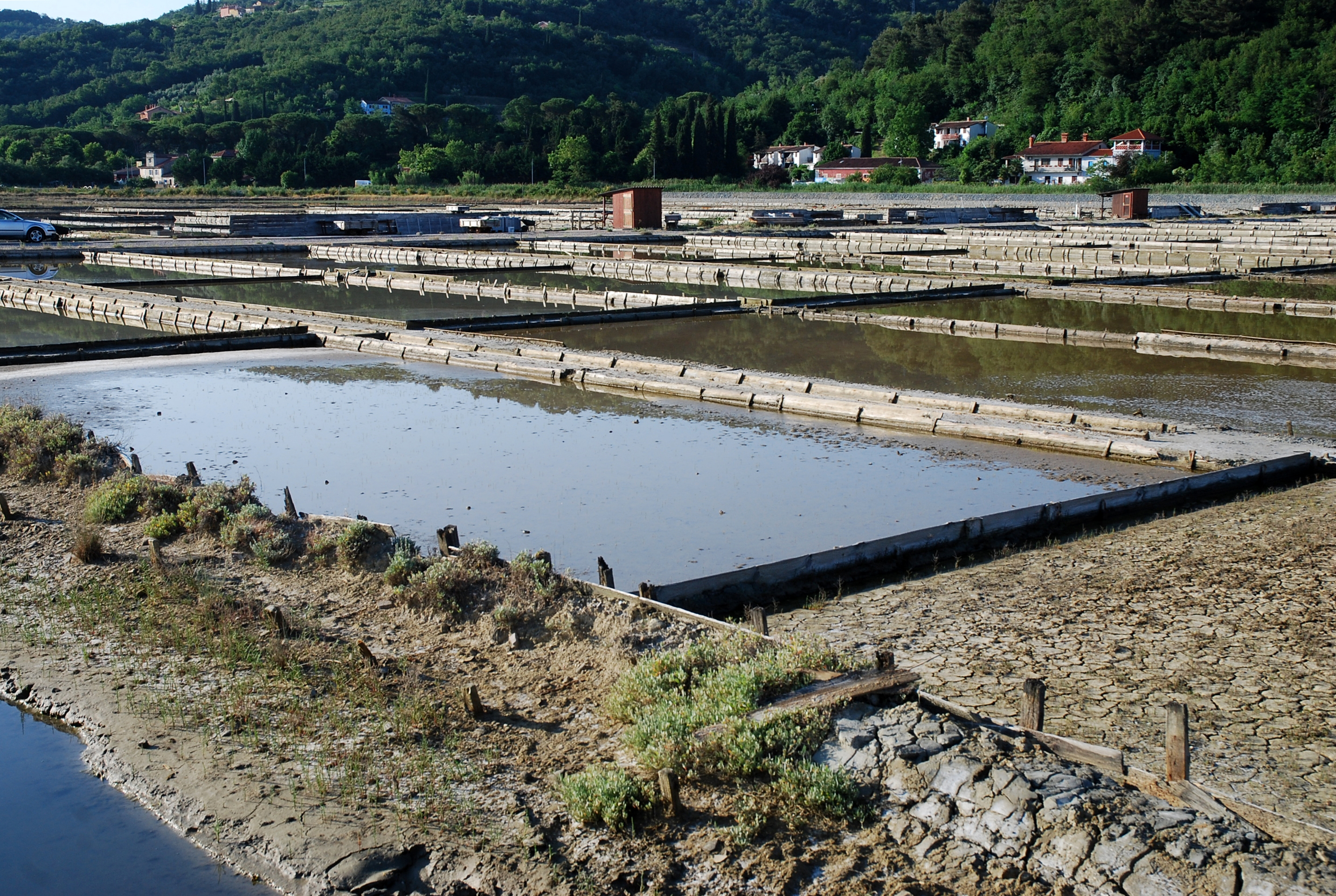
Odpařovací bazény, červen 2017
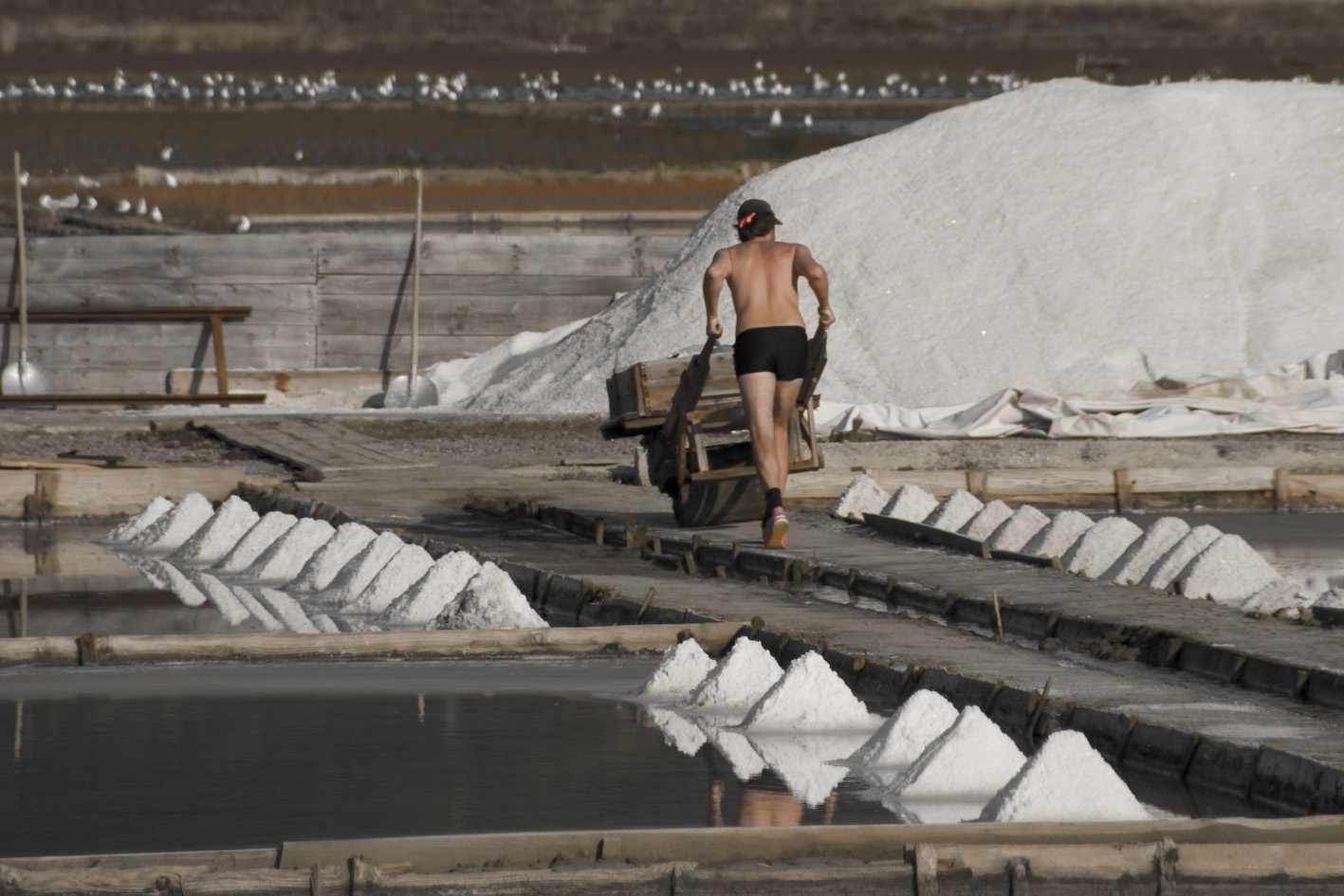
Solinář při práci, srpen 2009
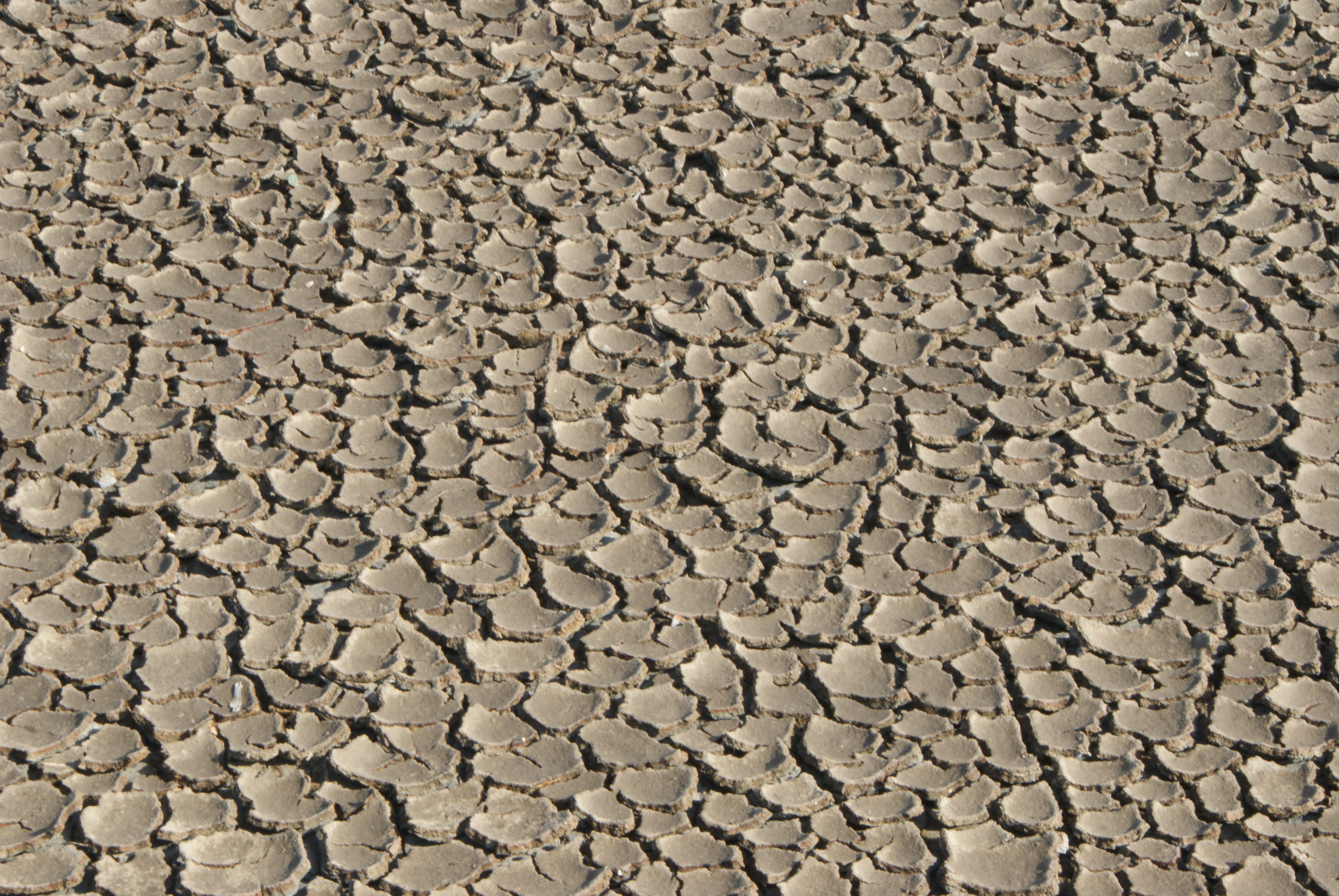
Detail vyschlého dna, duben 2010
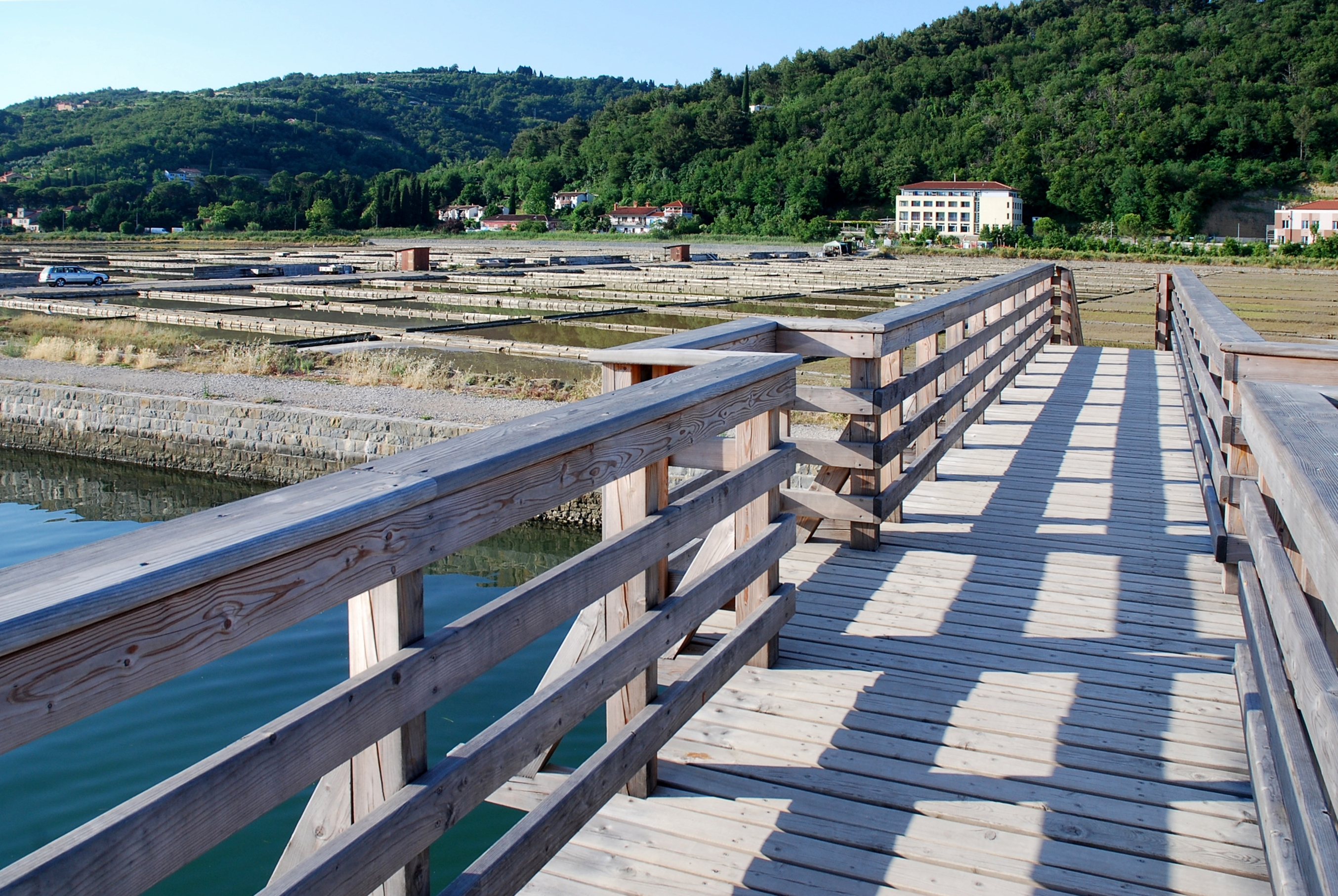
Lávka přes solné pole, červen 2017